# Elimaea punctifera
Elimaea punctifera är en insektsart som först beskrevs av Walker, F. 1869.  Elimaea punctifera ingår i släktet Elimaea och familjen vårtbitare. Inga underarter finns listade i Catalogue of Life.